# Rederiet (säsong 2)
Rederiet (säsong 2) sändes mellan den 14 januari och 1 april 1993, med 12 avsnitt.

## Sammanfattning av säsongen
Tom Hansson omkom i branden ombord på Karisma, medan Renate ligger i koma. Rolf har tillträtt som ny VD för Dahléns till Reidars glädje. Han vill hjälpa Rolf och anställer därför finanskvinnan Elisabeth Lerwacht som finansiell rådgivare och styrelseledamot. Elisabeth är en hårdför kvinna och visar det genom att inleda ett samarbete med Mega Lines Haakon Andersson. Genom honom ska hon nå toppen och krossa företaget. Rebecca blir marknadsansvarig på rederiet och ställer sig skeptisk till Elisabeth. Hon försöker övertyga Rolf att inte lita på Elisabeth. Reidar välkomnar dock henne och låter sig charmas av henne.
Ola betalar tillbaka sin skuld till Henrik och gläder sig åt att äntligen vara fri från skumraskaffärer. Men glädjen blir kort då Henrik lyckas få honom tillbaka genom bilder som visar Olas skuld i båtbranden. Henrik vill få löpande information från Dahléns och hjälper därför Ola med ett jobb på Dahléns huvudkontor genom förfalskade betyg. Elisabeth ser positivt på Ola och anställer honom, medan Rebecca är bitter över att se honom på nytt. Besvikelsen och förargelsen övergår dock så småningom till uppväckt förälskelse och de båda förlovar sig med varandra.
Freja får en ny kapten, Sara Torstensson. All personal verkar nöjda utom Gustav, som hoppats på en manlig kapten. Tony är dock förtjust i den nya kaptenen och inleder ett förhållande med henne. Ny ombord är även överstyrman Jussi Tola. Jussi och Sara visade sig ha haft ett tidigare förhållande med varandra, något som Sara vill glömma. 
Intendent Björn Lindman fortsätter sina affärer med hjälp av en motvillig Yngve. En plan sätts i verket, av Uno och Sara, för att tillfångata Björn. Planen lyckas och polisen kommer ombord och griper honom.
Gerd, Tonys mamma, blev avskedad på grund av sin höftskada, utan att Tony (som blivit ny intendent ombord efter Björn) gjorde något, varpå Gustav kom att tycka illa om honom. Uno kom tillbaka från fängelset och blev av en irriterad Tony ny hyttstädare, trots hans goda meriter som tidigare hovmästare och tax free-chef. Jussi uppmärksammade Tonys trakasserier mot Uno, och hjälpte Uno, genom Elisabeth, att bli hovmästare. I gengäld skulle Uno, som blivit påkommen som vapensmugglare, hjälpa honom med diverse affärer. Jussis och Uno vapensmuggling ombord upptäcktes av Tony, varpå han blev skjuten av en rysk smugglare. Jussi blev så småningom tillsammans med Sofie. Gustav får en ny anställd, Karin "KåKå" Karlsson som han till en början inte accepterar. Yngve åker till slut i fängelse efter att ha försökt dränka KåKå i spabassängen, och gjort sig skyldig till flera mord ombord. Irma Nilsson kom tillbaka till Freja utan Janke, som har börjat dricka och spela igen. Tomas Nilsson, Jankes son, vill leta upp sin pappa och säger upp sig liksom Lisa som Tony använder till att spela illegal roulett på nätterna. Yvonne blir utnyttjad av Henrik, som låtsas vara förälskad i henne för att komma åt hennes aktiekapital och krascha Dahléns.
Saras son, Robert "Raspen" Torstensson, dyker upp på Freja och ställer till det på en privat fest i en av hytterna. Ola och Rebecca förlovar sig. Rebecca blir gravid och Ola är omedveten om att Henrik är fadern. Tillsammans tänker de flytta till Schweiz. Men på Arlanda arresteras Ola av polis för bombförsöket på Freja och branden på den nya båten M/S Karisma, efter tips från Henrik. Rebecca reste till Schweiz ensam, och stannar där en tid.

## Avsnittsguide
| Nr i serien | Nr i säsongen | Titel                      | Regissör           | Manus               | Originalvisning  |
| ----------- | ------------- | -------------------------- | ------------------ | ------------------- | ---------------- |
| 19          | 1             | "Ur askan i elden"         | Filippa Wallström  | Bror Yngve Anderson | 14 januari 1993  |
| 20          | 2             | "Skamfläckar sitter djupt" | Filippa Wallström  | Liselott Svensson   | 21 januari 1993  |
| 21          | 3             | "Tjockare än vatten"       | Filippa Wallström  | Charlotte Lesche    | 28 januari 1993  |
| 22          | 4             | "Lysande utsikter"         | Marcelo Racana     | Lotten Strömstedt   | 4 februari 1993  |
| 23          | 5             | "En vän i nöden"           | Marcelo Racana     | Carolina Falck      | 11 februari 1993 |
| 24          | 6             | "Vapenskrammel"            | Marcelo Racana     | Bror Yngve Anderson | 18 februari 1993 |
| 25          | 7             | "Första kyssen"            | Christian Wikander | Anna Fredriksson    | 25 februari 1993 |
| 26          | 8             | "Dubbelspel"               | Christian Wikander | Åsa Furuhagen       | 4 mars 1993      |
| 27          | 9             | "Var går gränsen?"         | Christian Wikander | Liselott Svensson   | 11 mars 1993     |
| 28          | 10            | "På drift"                 | Filippa Wallström  | Åsa Furuhagen       | 18 mars 1993     |
| 29          | 11            | "Falskt spel"              | Filippa Wallström  | Charlotte Lesche    | 25 mars 1993     |
| 30          | 12            | "Nån gång i nästa liv"     | Filippa Wallström  | Jonas Frykberg      | 1 april 1993     |

## Hemvideoutgivningar
Under våren 2014 meddelade Sveriges Television att rättigheterna att ge ut Rederiet på DVD hade löst sig. I september samma år släpptes en första DVD-box innehållandes avsnitten från den första säsongen. Därefter släpptes en ny box i oktober, november och december – vilka innehöll avsnitten i säsong 2-4. Varje DVD-box innehåller nyinspelade intervjuer med flera av skådespelarna från de olika säsongerna, däribland med Johannes Brost, Pia Green och Göran Gillinger.